# Geothlypis poliocephala
La golagialla capogrigio (Geothlypis poliocephala S. F. Baird, 1865) è un uccello della famiglia dei Parulidi originario dell'America Centrale.

## Tassonomia
Talvolta la golagialla capogrigio viene classificata in un genere a sé, Chamaethlypis, in quanto si differenzia dai suoi congeneri sotto molte caratteristiche, incluse le vocalizzazioni, la morfologia e alcuni aspetti del piumaggio. La variazione geografica non è molto marcata ed è prevalentemente clinale: spostandosi da nord a sud gli uccelli diventano più oliva sul dorso, di un giallo più scuro sul ventre, di un grigio più scuro sulla testa e con anelli oculari spezzati meno marcati. Se ne riconoscono sette sottospecie:
- G. p. poliocephala S. F. Baird, 1865 - Messico occidentale;
- G. p. ralphi Ridgway, 1894 - Messico nord-orientale;
- G. p. palpebralis Ridgway, 1887 - dal Messico centro-orientale alla Costa Rica settentrionale;
- G. p. caninucha Ridgway, 1872 - dal Messico sud-occidentale all'Honduras meridionale;
- G. p. icterotis Ridgway, 1889 - Nicaragua occidentale e Costa Rica occidentale;
- G. p. pontilis (Brodkorb, 1943) - Morelos (Messico centro-meridionale);
- G. p. ridgwayi (Griscom, 1930) - Costa Rica sud-occidentale e Panama occidentale.

## Descrizione
La golagialla capogrigio misura 14 cm di lunghezza e pesa tra i 13,2 e i 16,2 g. L'ala misura da 5,1 a 6,2 cm nei maschi e da 5,1 a 5,8 cm nelle femmine. Presenta regioni superiori di colore variabile dal bruno-oliva al grigio-oliva con una testa dalla colorazione più grigia, una caratteristica macchia nera posta tra il becco e gli occhi e un anello oculare bianco spezzato. Il ramo superiore del becco è nero, mentre quello inferiore è rosa. Le regioni superiori sono gialle con degli sprazzi grigi sui fianchi. Le femmine hanno un aspetto simile ai maschi: le piume del capo e della regione oculare, tuttavia, sono di colore grigio-oliva, la regione oculare è grigio scuro e l'anello oculare varia dal giallo-biancastro al bianco.

## Distribuzione e habitat
L'areale di questa specie occupa gran parte dell'America Centrale. Abita campi umidi, siepi, savane cespugliose e zone di vegetazione simile. Nel Messico centro-meridionale è presente anche nelle piantagioni di canna da zucchero.

## Biologia
Si nutre per lo più di insetti e di altri invertebrati che cattura nelle zone basse della vegetazione o direttamente sul terreno. Talvolta cattura anche gli insetti in volo. La nidificazione avviene tra aprile e luglio. Il nido, costituito da una profonda struttura a forma di coppa, è ben nascosto nella fitta vegetazione o in una conca erbosa. Viene costruito con erba e imbottito con fibre vegetali morbide e peli. La covata è costituita da due a quattro uova (nelle sottospecie meridionali generalmente da due).
È una specie dalle abitudini sedentarie, ma molto di rado alcuni individui appartenenti alla sottospecie G. p. ralphi fanno la loro comparsa come visitatori occasionali nell'estremità meridionale degli Stati Uniti (Texas sud-orientale).